# 奥特地区诺让
奥特地区诺让（法語：Nogent-en-Othe，法語發音：[nɔʒɑ̃ ɑ̃.n‿ɔt]）是法国奥布省的一个市镇，位于该省西南部，属于特鲁瓦区。

## 地理
奥特地区诺让（48°8'42"N, 3°48'22"E）面积9.06 平方千米，位于法国大東部大區奥布省，该省份为法国中北部省份，北起马恩省，西接塞纳-马恩省，西南至约讷省，东南至科多尔省，东临上马恩省。
与奥特地区诺让接壤的市镇（或旧市镇、城区）包括：奥特地区马赖、奥特地区圣马尔、沃农、索尔默里。

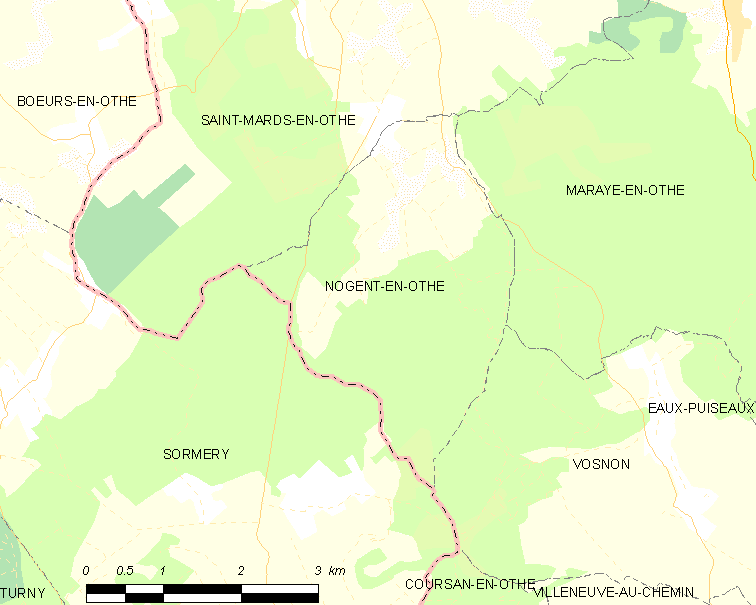
奥特地区诺让的OSM定位图

奥特地区诺让的时区为UTC+01:00、UTC+02:00（夏令时）。

## 行政
奥特地区诺让的邮政编码为10160，INSEE市镇编码为10266。

## 政治
奥特地区诺让所属的省级选区为艾克斯-维勒莫尔-帕利斯县。

## 人口

1962-2008年间奥特地区诺让人口变化图示

奥特地区诺让于2022年1月1日时的人口数量为44人。